# De Herkansing
De Herkansing is een televisieprogramma van de NPS gepresenteerd door Prem Radhakishun. Dit programma wordt op Nederland 1 uitgezonden. In dit programma helpt Radhakishun jongeren die problemen hebben op school om er weer bovenop te komen.